# Prong Lake
Der Prong Lake ist ein Gebirgssee im Southland District der Region Southland auf der Südinsel von Neuseeland.

## Geographie
Der Prong Lake befindet sich östlich der Dark Cloud Range und rund 9,4 km nördlich des Te Awaroa / Long Sound. Eingebettet von bis zu 1107 m hohen Bergen, dehnt sich der See auf einer Höhe von 810 m über eine Fläche von 15,8 Hektar mit einer Länge von rund 765 m in Südwest-Nordost-Richtung aus. Seine maximale Breite erreicht der Prong Lake mit rund 330 m in einer Nordwest-Südost-Richtung. Sein Seeumfang beträgt rund 2,44 km.
Gespeist wird der Prong Lake von mehreren Gebirgsbächen und entwässert an seinem südlichen Ende über einen nicht näher bezeichneten Bach, der nach rund 7,4 km in den Long Burn und dieser in den Lake Widgeon mündet.